# Lucky Starr and the Big Sun of Mercury
Lucky Starr and the Big Sun of Mercury é o quarto livro da série Lucky Starr, seis livros infanto-juvenis de ficção científica escritos por Isaac Asimov, que originariamente foram publicados sob o pseudônimo de Paul French. O livro foi primeiramente publicado por Doubleday & Company em março de 1956. Desde 1972, re-edições incluem uma introdução de Asimov explicando que devido às avançadas condições de conhecimento sobre Mercúrio, algumas descrições se tornaram imprecisas.

## Cenário
Lucky Starr and the Big Sun of Mercury foi escrito em 1955, quando ainda se acreditava que Mercúrio era acoplado ao sol gravitacionalmente. Um dos personagens nota que em alguns lugares no lado do planeta virado para o Sol, não é quente o suficiente para derreter chumbo e ferver enxofre, enquanto seu lado escuro é a única superfície planetária do Sistema Solar que nunca recebe a luz do Sol. à maioria da ação do livro acontece entre e em volta de um observatório astronômico localizado no Pólo Norte do planeta, onde resultados de uma libração em meia milha no movimento de um terminador. O observatório foi construído 50 anos antes no lugar onde um complexo de mineração funcionava, há muito abandonado.

## Resumo do enredo
Um ano se passou desde os eventos de Os Oceanos de Vênus, e nesse meio-tempo um projeto de pesquisas financiado pelo governo, o Project Light, é construído no observatório astronômico do pólo norte de Mercúrio, para pesquisar uma recém descoberta ótica sub-etérica na esperança de transmitir energia solar através do hiper-espaço. Encabeçando o Project Light, o líder cientista em ótica sub-etérica, Scott Mindes. Uma série de acidentes afligem o Project Light, que David "Lucky" Starr e Bigman Jones vieram investigar. Logo após se reunir com Starr e Bigman, Mindes leva-os para a superfície de Mercúrio e explica sua preocupações; mas entra em um frenezi e atira com um blaster em Starr, quando então Bigman ataca ele e ele é levado ao observatório inconsciente.
Starr e Bigman encontram com um amigo de Mindes,o dr. Karl Gardoma, o médico-cirurgião do observatório; Jonathan Urteil, que trabalha para um político de oposição ao Conselho de Ciência chamado Senador Swenson; o dr. Lance Perevale, o líder do observatório; e o dr. Hanley Cook, chefe-assistente de Perivale, que quer tomar o seu lugar. No dia seguinte, em um banquete em honra de Starr, Perevale afirma sua crença em que os Sírios estão por trás dos problemas que afligem o Project Light; quando então Starr responde que à maioria dos locais mais prováveis onde os Sírios poderiam estar são as minas abandonadas sob o observatório, e propõem um busca.
Falando com Cook depois do jantar, Starr aprende que na opinião de Cook, Perevale se tornou obcecado pensando na ameaça Síria. Enquanto Bigman se prepara para um viagem até as minas, Starr consegue dois micro-ergômetros, para pode detectar uma força atômica à distância. Nas minas, Starr conta à Bigman que sua sugestão sobre os Sírios estarem usando as minas foi um estratagema, e que ele pretende investigar o lado do planeta banhado pelo sol enquanto Bigman permanece nas minas e mantém a pretensão da presença de Starr lá. Depois que Starr sai, Bigman é atacado pelo blaster de Urteil, e liga para a redoma, à procura de ajuda. No lado banhado pelo sol, Starr encontra à origem das sabotagens em um robô Sírio, impulsionado pela radiação solar, renunciando às Três Leis da Robótica, e ataca Starr antes que ele possa questioná-lo.
Na redoma, Bigman desafia Urteil para uma luta na gravidade de Mercúrio. O dr. Cook reduz a gravidade artificial na sala de força da redoma, para níveis mercurianos; mas durante a luta, a gravidade retorna repentinamente para níveis da Terra, e Urteil cai e morre.
Quando Starr retorna à redoma e fica sabendo da morte de Urteil, ele pede para estar presente quando Perevale irá conduzir um inquérito oficial sobre isso, onde Bigman revela que foi Cook que causou à morte de Urteil e também revela que somente Cook poderia saber onde ele e Starr estariam nas minas, portanto Urteil tem que ter pego essa informação com ele. Cook então admite que Urteil tinha chantageado ele, e foi morto para salvar a carreira de Cook. Starr então revela que o robô foi trazido de Sirius por Perevale na esperança de usá-lo para implicar os Sírios na na sabotagem do Project Light. Starr coloca Perevale e Cook sob ordens de prisão, e assume o controle da Redoma em nome do Conselho de Ciência.
Na viagem de retorno à Terra, Starr admite a Bigman que a presente disputa entre o senador Swenson e o Conselho de Ciência está em empate, e que Urteil não foi capaz de manufacturar nenhum escândalo contra o Project Light, mas os dois homens principais no Observatório de Mercúrio foram expostos como criminosos. Embora Swenson seja cruel e perigoso, ele é o tipo de crítico que o Conselho precisa para manter sua honestidade.

## Temas
Embora os Sírios tenham sido apresentados em Vigilante das Estrelas, como os vilões da série, eles se tornaram nada mais do que uma vaga ameaça externa até esse livro em particular. O dr. Perevale descreve eles desta maneira, no capítulo 5:
"Os planetas de Sirius são pouco populosos e extremamente descentralizados. Eles vivem unidades familiares individuais e isoladas, onde cada uma tem sua própria fonte de energia e serviços. Cada família tem um grupo de escravos mecânicos — não tem outra palavra para descrever isso — escravos na forma de robôs positrônicos, que fazem todo o trabalho. Os humanos de Sirius se mantém como uma aristocracia guerreira. Cada um deles sabe usar um cruzador espacial. Eles nunca descansarão até destruírem a Terra...
"Eles nos desprezam. Eles consideram os terráqueos nada mais que animais. Os Sírios são uma raça muito consciente à respeito deles mesmos. Desde que os primeiros terráqueos colonizaram Sirius, eles tem se criado e reproduzido cuidadosamente até ficarem livres de doenças e outras várias características que consideram indesejáveis.
"Eles tem uma aparência uniforme, enquanto os homens da Terra são de todos os formatos, tamanhos, cores e variedades. Eles nos consideram inferiores. Por isso não nos deixam imigrar para Sirius".
Os Sírios, portanto, assemelham-se aos "Solários" de The Naked Sun, embora menos isolados e bem menos agressivos. Em Lucky Starr and the Big Sun of Mercury, Starr nota que:
Se os Sírios são uma raça consciente e estão se reproduzindo em uniformidade, eles derrotaram eles mesmo em longo termo. É a variedade da raça humana que traz o progresso. É a Terra e não Sirius que está na vanguarda da pesquisa científica. Os homens da Terra colonizaram Sirius em primeiro lugar, e somos nós, não nossos primos Sírios que estão avançando em novas direções à cada ano".
Também é digno o fato de que em Lucky Starr and the Big Sun of Mercury, com referências sobre robôs positrônicos e as Três Leis da Robótica, Asimov não tenta mais esconder que ele é o verdadeiro autor, embora por uma questão de continuidade, o livro ainda aparece sob o pseudônimo de Paul French.